# Северный банк (Российская империя)
Северный банк — российский коммерческий банк, работавший в 1901—1910 годах.

## История
Устав банка был утверждён и изменен в 1901 году. Банк имел статус дочернего учреждения Societe Generale. Располагался в Санкт-Петербурге по адресу Невский проспект, дом 62. Это здание было куплено Северным банком у испытывавшего финансовые трудности Санкт-Петербургско-Азовского коммерческого банка.
В результате переговоров между Северным и Русско-Китайским банками собрания обоих банков, находящихся под контролем французских акционеров, в марте 1910 года приняли решения о слиянии с целью образования нового банка — Русско-Азиатского. 14 июня 1910 года Николай II утвердил Положение Совета министров «Об учреждении акционерного коммерческого банка под наименованием: „Русско-Азиатский Банк“». Согласно утверждённому положению, за основу устава нового банка был принят устав Русско-Китайского банка, кроме того, в положении говорилось не о слиянии банков, а о присоединении Северного банка к Русско-Китайскому и переименовании последнего в Русско-Азиатский банк. При этом, положением устанавливались курсы обмена акций каждого из двух банков на новые акции Русско-Азиатского банка. Таким образом, согласно современной терминологии, произошедшее укрупнение представляет собой не присоединение, а слияние форм. Юридически, в соответствии с примечанием 1 к § 1 части III названного акта, Северный банк прекратил существование 9 октября 1910 года — в день опубликования этого акта в Собрании узаконений.

## Основные операции
- Приём вкладов на сроки и до востребования.
- Открытие текущих счетов.
- Открытие специальных счетов «под документы».
- Биржевые операции.
- Учёт и оплата русских и иностранных купонов.
- Учёт и оплата коммерческих документов.
- Оплата аккредитивов.
- Ссуды под залог процентных бумаг.
- Приём на хранение процентных бумаг.
- Страхование выигрышных билетов.
- Выдача переводов, чеков, циркулярных и простых аккредитивов.
- Размен иностранной монеты.
- Отдача в наём безопасных ящиков.

## Показатели деятельности
- Основной капитал по состоянию на 1910 год — 25 млн рублей[7].

### Количество отделений в России
- 1904 год: 13 отделений.
- 1907 год: 24 отделения.
- 1910 год: 48 отделений.

## Руководство
- Андреевский Сергей Аркадьевич — председатель совета.
- ДʼОассель, Эли — председатель правления, барон.
- Верстрат Морис Эмильевич — директор и директор-распорядитель, член правления Русско-Китайского банка, представитель Парижско-Нидерландского банка[8].
- Лажье Павел Федорович — вице-директор по управлению отделениями[9].